# Picasa Web Albums
A Picasa Web Albums egy Google szolgáltatás, amivel fotókat lehet feltölteni egy webes tárhelyre, és más felhasználókkal megosztani.
Az ingyenes változathoz 1 GB tárhelyet adnak, ami évi 25 dollárért 7 GB-ra, 26 GB-ra 100 dollárért, 101 GB-ra 300 dollárért és 500 dollárért 251 GB-ra bővíthető.
A Picasa Web Albums az angol mellett további 18 nyelven érhető el. A szolgáltatással lehetőség nyílik a feltöltött képek albumokba rendezésére, diavetítés-szerű megjelenítésére. Azokhoz megjegyzéseket lehet fűzni, melyekről e-mailben értesítést is kérheünk.
A Picasa Web Albums a Google Account szolgáltatás részeként vehető igénybe. A fotók feltöltéséhez webes felületet is használhatunk. Asztali alkalmazásként Windowson a Picasa legalább 2.5.0-s változatát, Mac OS X-en iPhotót vagy Uploadert, míg Linuxon az F-Spot-ot használjhatjuk erre. Az Google Maps szolgáltatással az fotók készítésének helyét a térképen is megkereshetjük.
2006. október 11-én eltávolították a Test jelzőt a szolgáltatás nevéből, így ezután csak Picasa Web Albums nevet viseli.
2016. március 15-én a Google bejelentette, hogy a félév során kivezeti a szolgáltatások köréből, és helyette a Google Fotók szolgáltatást javasolta használni.